# Hoffmanns Erzählungen
Hoffmanns Erzählungen (französischer Originaltitel: Les contes d’Hoffmann) ist eine „Phantastische Oper in 5 Akten“ (früher: „in 3 Akten, einem Vor- und einem Nachspiel“) von Jacques Offenbach. Als Basis für das Libretto diente ein von Jules Barbier und Michel Carré verfasstes und 1851 uraufgeführtes Stück, das auf verschiedenen Erzählungen E. T. A. Hoffmanns basiert, wie auf Der Sandmann, Rat Krespel und Die Abenteuer der Sylvester-Nacht.
Aus diesem Schauspiel entwickelte Jules Barbier auf Wunsch Jacques Offenbachs das Opernlibretto. Hoffmann ist in der Oper selbst der Held der Erzählungen – im Gegensatz zu den literarischen Werken Hoffmanns, in denen die männlichen Helden andere Namen tragen oder fiktive Ich-Erzähler sind.
Les contes d’Hoffmann wurde am 10. Februar 1881 in der Opéra-Comique Paris uraufgeführt. Die Spieldauer beträgt je nach Fassung/Bearbeitung zwischen 2 ½ und 3 ½ Stunden. Die Partitur wurde beim Choudens-Verlag in Paris veröffentlicht und erlebte dort mehrere Neuauflagen und Überarbeitungen.

## Werkbeschreibung
Les contes d’Hoffmann hat keine Ouvertüre im eigentlichen Sinn. Die Oper beginnt mit wenigen Takten einer einleitenden Musik, deren Thematik sich in der ganzen Oper nicht wiederholt, und mündet direkt in den ersten Akt, in welchem die Muse den Zuhörer darüber in Kenntnis setzt, dass sie beabsichtigt, Hoffmann von seinem unglücklichen Liebesleben abzulenken und zur Literatur zurückzuführen.
Auf diesen erklärenden ersten Akt folgen die drei Mittelakte mit den voneinander inhaltlich unabhängigen Erzählungen Hoffmanns. Der rote Faden ist hierbei der kompositorische Kniff, die Protagonisten der Erzählungen jeweils von denselben Interpreten singen zu lassen (die vier Geliebten Hoffmanns, die vier Widersacher sowie die vier Dienerrollen). Den Abschluss der Oper bildet der fünfte Akt, welcher sich zeitlich an den ersten anschließt. Hier besinnt sich Hoffmann auf die Kunst und gibt sich der Muse hin.

## Handlung
Die Oper greift nach dem ersten Akt hauptsächlich auf drei Erzählungen E. T. A. Hoffmanns zurück, Der Sandmann, Rat Krespel und Die Geschichte vom verlorenen Spiegelbild. Die Protagonisten dieser Erzählungen, nämlich Nathanael, der Komponist B. und Erasmus Spikher werden in der Oper indessen mit der Person des E. T. A. Hoffmann identifiziert. Zur Inhaltsangabe vergleiche auch die Genese der verschiedenen Fassungen.

### Erster Akt (in einigen Editionen: Prolog)
Die Weinstube von Lutter & Wegner. Zusammen mit den Geistern des Weins und des Bieres besingt die Muse die Macht des Alkohols. Weil sie fürchtet, den Dichter E.T.A. Hoffmann an die Macht der Liebe und die Sängerin Stella zu verlieren, verwandelt sie sich in Nicklausse, um dem Dichter bei seinen Liebesabenteuern nicht von der Seite zu weichen. (Dieser die Apotheose vorbereitende Auftritt der Muse ist im Zensurlibretto noch enthalten, in den meisten der späteren Fassungen jedoch teilweise oder ganz gestrichen). Während Hoffmann in der Weinstube mit Studenten zecht, um seinen Kummer über die unberechenbaren Launen seiner Geliebten, der Sängerin Stella, zu vergessen, tritt diese in Wolfgang Amadeus Mozarts Don Giovanni als Donna Anna auf. Auf die schöne Sängerin hat es auch Hoffmanns Rivale, der personifizierte Teufel Stadtrat Lindorf abgesehen. Er kauft Stellas Boten einen Liebesbrief ab, der an Hoffmann gerichtet ist. Darin ist auch ein Schlüssel für ihre Garderobe. Unterdessen fordert einer der Studenten Hoffmann auf, das Rattenlied (Goethes Faust, Szene aus Auerbachs Keller) zu singen. Ein anderer findet das jedoch langweilig („das ewige Einerlei“), und darauf einigen sich alle darauf, dass Hoffmann das Lied von Kleinzack (eigentlich: Klein Zaches aus dem gleichnamigen Märchen) vortragen solle. Hoffmann beginnt und verliert sich in der dritten Strophe in eine Traumwelt. Denn als es um die Gestalt des Kleinzack geht – „quant aux traits de sa figure“ –, sieht er plötzlich die seiner Stella und gerät in leidenschaftliches Schwärmen. Die Studenten, erschrocken über die Wendung des Liedes, holen ihn in die Gegenwart zurück, so dass er die Ballade von Kleinzack vollenden kann. Durch diesen Vorfall kommt das Gespräch auf die zahlreichen unglücklichen Liebschaften, die Hoffmann schon durchlebt hat. Da die Aufführung des Don Giovanni noch lange währt, beginnt Hoffmann zu erzählen. Die Szene wechselt in den zweiten Akt:

### Zweiter Akt (Olympia)
Die im zweiten Akt vorgestellte Geschichte um seine große Liebe Olympia beruht auf Hoffmanns Erzählung Der Sandmann aus den Nachtstücken, die auch Léo Delibes als Grundlage für sein Ballett Coppélia diente.
Im Hause Spalanzanis. Olympia ist als lebensgroße, bezaubernd aussehende mechanische Puppe, eine fast perfekte Schöpfung des Physikers Spalanzani. Nur die Augen konnte Spalanzani ihr nicht geben, er musste sie vom mysteriösen Coppelius kaufen, dem er dafür den Kaufpreis noch schuldig ist. Hoffmann sucht Spalanzani auf, um seine vielgerühmte Tochter Olympia kennen zu lernen. Er trifft auf Coppelius, der Hoffmann aus seinem eigentümlichen optischen Sortiment sogleich eine Brille verkauft, die alles, was er sieht, in idealem Licht erscheinen lässt. Hierzu singen die beiden gemeinsam mit der Muse Nicklausse das sogenannte Augenterzett (Trio des yeux), das bei der Uraufführung gestrichen und durch Dialogtext, später durch ein Rezitativ und seit der wegweisenden Aufführung der Opéra de Monte Carlo 1904 durch die Arie „J’ai des vrais yeux, des beaux yeux“ ersetzt wurde. Als Coppelius von Spalanzani den Kaufpreis für Olympias Augen einfordert, speist dieser ihn mit einem Wechsel ab. Hoffmann betrachtet Olympia durch Coppelius’ Brille, erkennt nicht, dass sie eine Puppe ist, und verliebt sich in sie. Vergebens versucht Nicklausse, ihm die Augen zu öffnen. Spalanzani hat eine Gesellschaft skurriler Gäste geladen, denen er Olympia vorstellen möchte. Das von ihr intonierte Lied „Les oiseaux dans la charmille“ („Die Vögel im Laubengang“) hat nicht nur einen dümmlichen Text und klingt im Ausdruck wie mechanisch vorgetragen, sondern wird obendrein zweimal unterbrochen, weil die Puppe neu aufgezogen werden muss. Hoffmann merkt gleichwohl nichts: leidenschaftlich gesteht er ihr in einer Romanze seine Liebe, die sie freilich nur mit einem gelegentlichen „Ja, ja“ erwidert. Er tanzt mit ihr einen Walzer, der immer schneller wird und ihn völlig erschöpft, woraufhin sie völlig ver- oder besser gestört den Raum verlässt. Mittlerweile ist Coppelius wutentbrannt zurückgekehrt, denn der von Spalanzani ausgestellte Wechsel ist geplatzt. Aus Rache zerstört Coppelius die Puppe Olympia. Im Trubel der Aufregung fliehen der erschütterte Hoffmann und Nicklausse vom Ort des Geschehens.

### Dritter Akt (Antonia) (in den Ausgaben von Choudens: Dritte Erzählung)
Die Geschichte um die Liebe zu Antonia beruht auf E. T. A. Hoffmanns Novelle Rat Krespel aus dem ersten Band der Serapionsbrüder.
Im Hause Crespels in München (in der Fassung der Uraufführung: in Venedig). Antonia ist die Tochter des Rats Crespel, dessen Frau an einer seltenen Krankheit verstorben ist, die durch das Singen ausgelöst wurde. Crespel sieht mit Sorge, dass die musikliebende, gesanglich begabte Antonia das gleiche Schicksal ereilen könnte. Hoffmann hat Antonias Herz gewonnen und sie ist bereit, um der Liebe willen auf eine Karriere als Sängerin zu verzichten. Dies missfällt dem gespenstischen Doktor Mirakel, der schon Antonias Mutter zu Tode kuriert hatte. Er bewirkt, dass Antonia in die Illusion verfällt, ihre Mutter spreche aus dem Jenseits zu ihr und fordere sie zum Singen auf (Arie „Ma mère, ma mère, son âme m’appelle“ – „Meine Mutter, ihre Seele ruft mich“). Schließlich kann Antonia nicht widerstehen und folgt der Aufforderung, was ihren Tod bedeutet. Rat Crespel, Hoffmann und Nicklausse finden Antonia, welche sich von ihrem Vater verabschiedet und ihm erklärt, ihre Mutter würde sie rufen. Hoffmann ruft nach einem Arzt, worauf Doktor Mirakel eintrifft und ihren Tod bekanntgibt.

### Vierter Akt (Giulietta) (in den Ausgaben von Choudens: Zweite Erzählung)
Die Schilderung der Begegnung mit der Kurtisane Giulietta beruht auf E. T. A. Hoffmanns Die Geschichte vom verlorenen Spiegelbild aus Die Abenteuer der Sylvesternacht. Die Figur des Pitichinaccio, des Dieners der Giulietta, entstammt Hoffmanns Novelle Signor Formica, einer Erzählung über den Maler Salvator Rosa. Hoffmanns Rivale Schlemihl dagegen, der seinen Schatten verloren hat, geht auf Adelbert von Chamissos Peter Schlemihl zurück. Für die Barcarole verlegte Offenbach den Schauplatz von Florenz nach Venedig. Die Barcarole (von der auch eine Instrumentalfassung existiert) und auch das nachfolgende Trinklied Hoffmanns entnahm der Komponist seiner Oper Die Rheinnixen (franz.: Les fées du Rhin). Von diesem kurz vor der Uraufführung gestrichenen Akt gibt es zwei Fassungen (die zweite, so genannte Choudens-Fassung mit zwei Varianten).
Fassung des Zensurlibrettos
Zu der Fassung des Zensurlibrettos, in dem der Akt noch enthalten war, liegt inzwischen die von Offenbach dafür vorgesehene Musik fast vollständig vor.
Ein Palazzo in Venedig. Zu den Klängen einer Barcarole besingen Nicklausse, Giulietta und ihre Gäste die Nacht und die Liebe („Belle nuit, ô nuit d’amour“, „Schöne Nacht, du Liebesnacht“). Vorgeblich von der Liebe kuriert, feiert Hoffmann dagegen in einem Trinklied den Genuss des Weins. Schlemihl erscheint, eifersüchtig auf alle, die Giuliettas Nähe suchen. Damit die Situation nicht eskaliert, überredet Giulietta Schlemihl und ihre Gäste zum Kartenspiel Pharo. Nach kurzem Zögern folgt auch Hoffmann, noch einmal von Nicklausse beschworen, sich nicht wieder zu verlieben. In diesem Moment erscheint Dapertutto, ein Doktor. Er besitzt einen Diamanten, dessen Funkeln ihm Macht über die Frauen verleiht. („Tourne, tourne, miroir“, „Dreh dich, dreh dich, Spiegel“). Giulietta kommt hinzu und ist sofort von dem Diamanten fasziniert. Dapertutto verspricht ihn ihr, falls sie ihm Hoffmanns Spiegelbild erwerbe, wie sie ihm bereits Schlemihls Schatten besorgt habe. Schlemihl hat inzwischen beim Kartenspiel Hoffmann um dessen gesamtes Geld gebracht. Dapertutto zeigt Schlemihl, dass der seinen Schatten verloren hat. Nun kommt Hoffmann und fordert Revanche von Schlemihl. Während Hoffmann und Schlemihl erneut Karten spielen, besingt Giulietta Amors Macht („L’amour lui dit: la belle“, „Die Liebe sprach zu ihr, der Schönen“). Allmählich von Giulietta bezaubert, gibt Hoffmann Nicklausse seine Karten. Um in Giuliettas Kammer gelangen zu können, muss Hoffmann Schlemihl den Schlüssel dazu abnehmen. Die Klänge der Barcarole stacheln Hoffmann weiter an. Er fordert Schlemihl zum Duell. Weil er selbst keinen Degen hat, leiht ihm Dapertutto den seinen. Während des Duells erkennt Hoffmann, dass Schlemihl keinen Schatten wirft. Es gelingt ihm schließlich, den Rivalen zu erstechen und den Schlüssel zu Giuliettas Kammer an sich zu bringen. Hoffmann muss fliehen, er trifft auf Giulietta. In leidenschaftlicher Liebe überlässt er ihr sein Spiegelbild (Romanze des Hoffmann „Ô Dieu! de quelle ivresse“, „O Gott, welch ein Rausch“ und Duett). Nicklausse kommt hinzu und überredet Hoffmann, endlich zu fliehen. Ohne sein Spiegelbild macht Giulietta Hoffmann zum Gespött ihrer Gäste. Aus Wut ersticht Hoffmann Giuliettas missgestalteten Diener Pitichinaccio, den einzigen Mann, den die Kurtisane jemals geliebt hat.
Fassung des Giulietta-Akts in denjenigen Ausgaben von Choudens, in denen er enthalten ist
Bei der Uraufführung wurde dieser Akt gestrichen, jedoch wurde er bereits 1881 in einer Ergänzung zum Libretto der Uraufführung und einem von Choudens neu herausgegebenen Klavierauszug restituiert. In allen Ausgaben von Choudens, die diesen Akt enthalten, erschien er (abweichend von Offenbachs und Barbiers ursprünglicher Dramaturgie) dann als zweite Erzählung Hoffmanns zwischen dem Olympia- und dem Antonia-Akt. Außerdem wurde die Handlung des Aktes verändert und verkürzt: Nach der Barcarole und Hoffmanns Trinklied gehen alle zum Pharo-Spiel. Dapertutto beschwört die Macht seines Diamanten (1881 noch in der ursprünglichen Arie „Tourne, tourne, miroir“, in der 5. Auflage 1907 in einer neuen Arie „Scintille, diamant“, „Funkle, Diamant“). Giulietta will den Diamanten unbedingt besitzen und verspricht Dapertutto dafür Hoffmanns Spiegelbild. Sie erwirbt es im folgenden leidenschaftlichen Duett mit dem Dichter. Schlemihl kommt hinzu und fordert Hoffmann zum Duell. (In der 5. Auflage von 1907 folgt nun ein Septett, in dem die Protagonisten ihren Gedanken über ihre augenblickliche Situation Ausdruck geben.) Zu den Klängen der Barcarole gibt Dapertutto Hoffmann seinen Degen für das Duell, mit dem Hoffmann Schlemihl ersticht. Gleichzeitig hat Dapertutto Giulietta überredet, mit ihm und ihrem Diener Pitichinaccio in einer Gondel davonzufahren. Hoffmann und Nicklausse hingegen müssen vor der Polizei fliehen.

### Fünfter Akt (in einigen Editionen: Epilog)
Die Kneipe von Lutter & Wegner, wie sie am Ende des ersten Aktes war. Von diesem Akt gibt es zahlreiche Fassungen, von denen hier die wichtigsten vorgestellt seien.
Ursprüngliche Fassung Barbiers in Versen, nur teilweise vertont (für die Passagen in geschweiften Klammern ist zumindest bisher keine Vertonung bekannt):
Die Studenten klagen über die Leiden der Liebe (Chor: „Folie! Oublie tes douleurs“, „Wahnsinn! Vergiss deine Schmerzen“). {Hoffmann ereifert sich über die Schlechtigkeit der von Ruhm und Reichtum besessenen Sängerinnen und lässt den Wein hochleben. Stella betritt maskiert die Gaststube. Betrunken weist Hoffmann sie ab und sinkt bewusstlos auf einen Stuhl. In einem kontemplativen Ensemble bedauern alle mit Ausnahme Hoffmanns die Wertlosigkeit der Liebe. Danach geht Stella mit Lindorf ab. Niklaus beauftragt Lutter und die Kellner, den ohnmächtigen Hoffmann wegzutragen.} Während die Studenten ihr Trinklied aus dem I. Akt wiederholen, erscheinen die Geister des Bieres und des Weines auf der Bühne. {Offene Verwandlung.} Die Muse erscheint Hoffmann, der in seiner Kammer sitzt und schreibt. Sie ermahnt ihn, begleitet von einem unsichtbaren Chor, die Leiden der Liebe zu vergessen und nurmehr für die Dichtung zu leben.
Fassung des Zensurlibrettos (mit Dialogen)
Die Studenten klagen über die Leiden der Liebe. Dialog: Niklaus erklärt den Studenten die Bedeutung der drei Erzählungen: Olympia, Antonia und Giulietta sind drei Aspekte der Sängerin Stella: Junges Mädchen, Sängerin und Kurtisane. Als Stella auftritt, erkennt Hoffmann in ihr die drei Geliebten wieder, die er durch die Machenschaften seiner Widersacher verloren hat und in Lindorf den leibhaftigen Teufel. Niklaus (als verkleidete Muse) triumphiert leise: „Er gehört mir.“ Stella geht ab, erbost darüber, dass Hoffmann ihre Liebe nicht erwidert und ihre Schönheit missachtet. Als Lindorf ihr folgen will, verhöhnt Hoffmann ihn mit der letzten Strophe des Liedes von Kleinzack.
Fassung der Uraufführung (mit Dialogen, ohne Giulietta-Akt, 1. Auflage des Klavierauszugs von Choudens)
Die Vorstellung des Don Giovanni ist zu Ende. Lindorf macht sich auf zu Stellas Zimmer, dessen Schlüssel er im I. Akt Andrès abgekauft hat. Nachdem Niklaus den Studenten den Sinn der Erzählungen erklärt hat (wie im Zensurlibretto), will er auf Stella anstoßen, aber Hoffmann wünscht alle Frauen zum Teufel und will seine leidvollen Erfahrungen mit den Studenten im Alkoholrausch vergessen. Die Studenten gehen ab in einen Nebenraum; die Muse erscheint Hoffmann als himmlische Erscheinung und mahnt ihn, zum Dichter zu werden. Hoffmann huldigt ihr mit der aus dem Giulietta-Akt hierher versetzten Romanze „Ô Dieu, de quelle ivresse“. Stella tritt mit Andrès auf und findet Hoffmann, der nichts mehr von ihr wissen will, betrunken vor. Als sie ihren Brief an Hoffmann erwähnt, schleicht sich ihr Diener davon. Es folgt das dem Giulietta-Akt entnommene und umgearbeitete Spiegelbild-Duett: Stella will mit Hoffmann ein neues Leben beginnen, doch er weist sie barsch zurück. Derweil hat Andrès Niklaus, die Studenten und Lindorf aus dem Nebenzimmer geholt. Hoffmann fordert Stella auf, sich zum Teufel zu scheren und sich an Lindorf zu halten, und verhöhnt schließlich beide mit der letzten Strophe des Liedes von Kleinzack.
Fassung der 2. Auflage des Klavierauszugs von Choudens (mit Giulietta-Akt, ohne Muse, durchkomponierter Epilog)
Die Vorstellung des Don Giovanni ist zu Ende. Nachdem Niklaus den Studenten den Sinn der Erzählungen erklärt hat (nun in einem Rezitativ), will er auf Stella anstoßen, aber Hoffmann wünscht alle Frauen zum Teufel und will seine leidvollen Erfahrungen mit den Studenten im Alkoholrausch vergessen. Hoffmann ist betrunken und besinnungslos. Als Stella ihn so sieht, geht sie wortlos ab. Andrès weckt Hoffmann auf, damit er ihr folge, doch der trauert halb bewusstlos seinen verflossenen Geliebten nach: Olympia, Antonia und Giulietta, für die er nie genug Geld haben würde. Als Lindorf Stella folgen will, verhöhnt er ihn mit der letzten Strophe des Liedes von Kleinzack.
Fassung der 3. Auflage des Klavierauszugs von Choudens (beginnt im I. Akt mit dem Auftritt der Studenten, ohne die Figuren Lindorf, Stella und Andrès, mit Giulietta-Akt, durchkomponierter Epilog)
Die Studenten applaudieren Hoffmann. Dieser sucht nach dem Tod seiner Geliebten Olympia und Antonia Vergessen im Alkohol und widmet Giulietta die letzte Strophe des Liedes von Kleinzack.
Fassung der Édition nouvelle (ohne Giulietta-Akt, mit Dialogen) sowie der 4. und 5. Auflage des Klavierauszugs von Choudens (mit Giulietta-Akt, durchkomponierter Epilog)
Nach der Auflösung der Geschichten (wie in der 1. bzw. 2. Auflage) erscheint im schummrigen Licht des angezündeten Punsches die Muse. Hoffmann huldigt ihr im Fieberwahn. Stella tritt ein. Als sie Hoffmann bewusstlos sieht, geht sie mit Lindorf ab. Die Studenten wollen bis zum Morgen weitertrinken.

## Entstehung und Bearbeitungen
Der Werkkomplex Les contes d’Hoffmann, wie er sich heute darbietet, entstand in fünf Phasen. Nur an den ersten beiden war Offenbach selbst beteiligt.
1. Phase: Offenbach plante spätestens seit Anfang der 1870er Jahre, das Drama von Barbier und Carré zu vertonen. Er vereinbarte 1876 mit dem Impresario Albert Vizentini, das Stück als Oper mit Rezitativen für das von Vizentini betriebene Théâtre-Lyrique zu komponieren. Für die Hauptrolle war der Bariton Jacques-Joseph-André Bouhy vorgesehen. Durch Vizentinis Bankrott 1878 war Offenbach gezwungen, eine neue Möglichkeit zur Uraufführung zu suchen. Dazu veranstaltete er am 18. Mai 1879 ein Konzert in seinem Haus mit 300(!) geladenen Gästen, bei denen er zehn oder elf bis dahin fertiggestellte Nummern der Oper mit Klavier- und Harmonium-Begleitung aufführen ließ. Gemäß der ursprünglichen Konzeption als Drame lyrique, also eines erhaben-allegorischen Schauspiels mit Musik, sollte das Stück mit einer Apotheose schließen.
2. Phase: Durch das Hauskonzert gelang es Offenbach, das Stück an zwei Bühnen zu vermitteln, nämlich zur Uraufführung an die Opéra-Comique und zur deutschsprachigen Erstaufführung an das Wiener Ringtheater. Für die Uraufführung musste das bisher Vorhandene zum ersten Mal umgearbeitet werden. Aus Hoffmann wurde eine Tenor-Rolle, die Rezitative wurden fast alle wieder in Prosa-Dialoge zurückverwandelt und keine neuen mehr komponiert (für die Wiener Fassung waren allerdings wieder Rezitative vorgesehen). Als Offenbach in der Nacht zum 5. Oktober 1880 starb, hatte er die ersten vier Akte im Wesentlichen skizziert, d. h. auf für die handschriftliche Partitur vorbereiteten Notenblättern die Gesangsstimme und auf den beiden unteren Notenzeilen eine Klavierbegleitung notiert. Die restlichen Notenzeilen eines jeden Blattes ließ er zunächst immer frei für die Orchesterinstrumente. Auf Grund der zum Teil sehr ähnlichen Handschriften ist nicht mit Sicherheit zu klären, inwieweit die Instrumentation dann von Offenbach selbst, von Guiraud oder von Kopisten ergänzt wurde.
3. Phase: Nach Offenbachs Tod beauftragten dessen Witwe und der Intendant der Opéra-Comique Léon Carvalho den Komponisten Ernest Guiraud damit, aus dem nachgelassenen Material eine aufführungsfähige Partitur zu erstellen. Es wurde wahrscheinlich vereinbart, dass Guiraud keine Nummern mehr neu komponieren sollte. Wie Offenbach den letzten Akt konzipiert hatte, ist aus den bisher bekannten Quellen nicht zu ermitteln. Das zur Zeit einzige von Offenbach komponierte Stück dieses Aktes ist der A-cappella-Chor der Studenten zu Beginn. Über den Schluss (mit oder ohne Apotheose) war er sich möglicherweise selbst noch nicht im Klaren. Aus dem am 5. Januar 1881 eingereichten Zensur-Libretto geht hervor, dass im fünften Akt nach dem Chor und einem längeren Dialog nur noch eine Strophe des Liedes von Klein-Zack folgen sollte. Außerdem war bereits zu diesem Zeitpunkt die Rolle der Muse von der der Nicklausse getrennt worden. Sie tritt im Zensurlibretto am Schluss nicht noch einmal auf. Nach der Generalprobe am 1. Februar wurde aus bisher nicht geklärten Gründen eine weitere wichtige Änderung vorgenommen: es wurde nämlich der Giulietta-Akt gestrichen, die Barcarole kam in den Antonia-Akt (dessen Schauplatz deswegen von München nach Venedig verlegt wurde) und das Duett Hoffmann-Giulietta in den Schlussakt als Duett Hoffmann-Stella. Zu beiden Gesangsnummern verfasste Barbier, der bei den Proben anwesend war, neue Texte. Zwei wichtige, von Offenbach selbst komponierte Nummern verschwanden dadurch allerdings für mehr als ein Jahrhundert aus der Oper, nämlich die Arie der Giulietta und das Finale. Sie wurden erst 1984 bzw. 1998 wiederentdeckt. Die Uraufführung fand schließlich am 10. Februar 1881 statt. Die Fassung der Uraufführung bildete die Grundlage der 1. Auflage von Partitur und Klavierauszug bei Choudens und auch der deutschsprachigen Erstaufführung am Wiener Ringtheater. Der als langsamer Arbeiter bekannte Guiraud hatte hierfür die ursprünglich vorgesehenen Rezitative nicht rechtzeitig fertigstellen können.
4. Phase: Durch die Streichung des Giulietta-Aktes musste die Fassung der Uraufführung als Torso erscheinen. Guiraud und Barbier restituierten bald nach der Uraufführung den Giulietta-Akt in einer veränderten Fassung (siehe Inhaltsangabe), die Choudens in der 2. (französischsprachigen) Auflage noch 1881 oder Anfang 1882 veröffentlichte. Außerdem vervollständigte Guiraud die Rezitative, die Choudens zuerst in den deutsch-italienischen Klavierauszug aufnahm (dessen 1. Auflage ebenfalls 1881/82 zu datieren ist) und die erst später (nach 1886) in die 4. Auflage des französischsprachigen Klavierauszugs integriert wurden. Da hier auch noch die Dialogstichworte angegeben sind, ist anzunehmen, dass Ende des 19. und Anfang des 20. Jahrhunderts die Oper sowohl in der Rezitativ- als auch in der Dialogfassung gegeben wurde. In der 5. Auflage 1907 wurde der Giulietta-Akt noch einmal revidiert: die Arie „Tourne, tourne, miroir“ wurde neu textiert in den Olympia-Akt versetzt, und Dapertutto erhielt an ihrer Stelle eine neue Arie, nämlich die berühmte Spiegelarie. Sie basiert auf einem Motiv von Offenbach aus der Ouvertüre von Le voyage dans la lune. Außerdem wurde ein großes kontemplatives Ensemble, das sogenannte Septett (eigentlich ein Sextett mit Chor) eingefügt. Als Arrangeur dieser beiden Nummern, die der Oper zu außerordentlicher Popularität verhalfen, gilt André Bloch.
5. Phase: Die in der 5. Auflage von Choudens fixierte Fassung wurde für Aufführungen der Oper bis in weit in die zweite Hälfte des 20. Jahrhunderts hinein verbindlich, zumal sie die Grundlage der von Gustav Kogel um 1910 herausgegebenen deutschen Fassung des Verlags C. F. Peters bildete. Seither gab es jedoch immer wieder Versuche, die Oper wieder der Fassung anzunähern, die Offenbach hinterlassen hat (die Frage, welche Fassung Offenbach gewollt hat, führt nur zu unfruchtbaren Spekulationen und Mutmaßungen). Eine erste „revisionistische“ Ausgabe legten Hans Haug und Otto Maag 1953 vor, in der der Giulietta-Akt wieder nach dem Antonia-Akt gegeben und Nicklausse wieder mit der Muse identifiziert wurde (Theaterverlag Reiss AG, Basel). Eine im Ergebnis ähnliche Fassung erarbeitete Walter Felsenstein mit Karl-Fritz Voigtmann für seine erfolgreiche Produktion an der Komischen Oper Berlin 1958. Als Fritz Oeser im Jahre 1977 seine Neuausgabe publizierte (Bärenreiter-Verlag, Kassel), konnte er sich auf 1250 Manuskriptseiten aus unterschiedlichen Entstehungsphasen der Oper stützen, die der Offenbach-Experte António de Almeida zusammengetragen hatte. Allerdings nahm auch er weitreichende Änderungen und Ergänzungen vor, deren Quellengrundlage er, wenn überhaupt, nur im sehr schwer erhältlichen Kritischen Bericht angibt. Die erst neuerdings wiederaufgefundenen Autographen des Giulietta-Aktes konnte er bei der Bearbeitung noch nicht kennen.

## Neuerer Forschungsstand
Eine endgültige, von Offenbach autorisierte Partitur liegt nicht vor, dagegen existieren zahlreiche Manuskriptseiten mit Varianten. Da Offenbachs Manuskripte unter den Erben verstreut wurden und einige von ihnen immer wieder einzelne Teile des Autographs an Freunde und Sammler verschenkten beziehungsweise verkauften, bleibt unklar, wie weit Offenbachs Komposition fortgeschritten war. Auf vielen Blättern finden sich auch offensichtliche Eintragungen von fremder Hand (von Guiraud, von Kopisten, von Notenstechern u. a.), weil Offenbach teilweise, wie erwähnt, nur die Sing- und die Klavierstimme skizziert hatte. Ein Teil der Manuskripte befindet sich in diversen Pariser Archiven (Bibliothèque nationale de France, Bibliothèque de l’Opéra, aber auch im Privatbesitz) sowie in der Pierpont Morgan Library New York und der Beinecke Rare Book and Manuscript Library der Yale-Universität. 1998 gelang es Jean-Christophe Keck, das Finale des Giulietta-Aktes auf einer Pariser Auktion zu erwerben.
Der Schott-Verlag Mainz stellt zur Zeit den Theatern eine Ausgabe auf Basis aller bisher bekannten Quellen zur Verfügung (meist als Kaye-Keck-Fassung bezeichnet). Diese Ausgabe ist eine Zusammenführung der von Jean-Christophe Keck betreuten Pariser Bestände und der von Michael Kaye betreuten Quellen der Pierpont Morgan Library. Ebenso sind die von der Uraufführungsfassung abweichenden Entwürfe Offenbachs und spätere, von anderen Komponisten hinzugefügte Nummern berücksichtigt. Anhand dieser Ausgabe können sich die Theater eine ihrer Konzeption entsprechende Version erarbeiten. Für die Publikation dieses Materials sollte man weniger eine authentische Fassung der Oper erwarten (die es eben nicht gibt) als vielmehr die Zusammenstellung aller handschriftlichen und gedruckten Quellen, die es ermöglichen, die verschiedenen Schichten und Entstehungsphasen des Werkes nachzuvollziehen.
Von den verschiedenen Fassungen liegen Einspielungen vor: Die ältere Guiraud-Fassung zum Beispiel unter André Cluytens, die Felsenstein-Bearbeitung als Film, die Oeser-Fassung unter Sylvain Cambreling und die auf den jüngeren Forschungsergebnissen beruhende Kaye-Fassung unter Jeffrey Tate und Kent Nagano. Bei den letztgenannten drei Einspielungen sind die Werkanalysen in den Beiheften lesenswert.

## Zur Musik

### Instrumentation
Die Orchesterbesetzung der Oper enthält die folgenden Instrumente:
- Holzbläser: zwei Flöten (2. auch Piccolo), zwei Oboen, zwei Klarinetten, zwei Fagotte
- Blechbläser: vier Hörner, zwei Trompeten, drei Posaunen
- Pauken, Schlagzeug (Große Trommel, Becken, Triangel, in der posthumen Spiegelarie: Glöckchen in h’’ und e’’’)
- Harfe
- Streicher
- Bühnenmusik: Flöte, Klarinette (aus Orchester), Harfe (oder Klavier oder Cembalo)

### Gestaltung
Dass Offenbach das Werk zumindest für die Uraufführung als Opéra-comique, das heißt als Nummernoper mit gesprochenen Dialogen, konzipierte, zeigt die Tatsache, dass die meisten Solostücke Couplets sind, also Arien in Strophenform mit Refrain, teilweise auch mit parodistischem Einschlag wie die Arie der Olympia Nr. 9 oder des Franz Nr. 14. Dagegen kontrastieren Momente expressiver Dramatik, wie etwa der mit wenigen Takten illustrierte Stimmungsumschlag im Lied von Kleinzack, das Finale des Antonia-Aktes oder die kaleidoskopartigen Stimmungs- und Blickwechsel im Giulietta-Akt. Das spannungsvolle Neben- und Gegeneinander karikierend-komischer und expressiv-tragischer Elemente ist kennzeichnend für Offenbachs Musik – entsprechend der Erzähl- und Fabulierkunst E. T. A. Hoffmanns.

## Aufführungsgeschichte
Schon bei der Planung der Uraufführung der Oper Hoffmanns Erzählungen im Februar 1881 in Paris gab es die Befürchtung, das Stück sei zu lang. Dies war wohl einer der Gründe dafür, dass der Giulietta-Akt einfach gestrichen wurde. Da man aber auf die beliebte Barcarole – die Offenbach aus seiner früheren romantischen Oper Les fées du Rhin übernommen hatte – nicht verzichten wollte, wurde diese in den Antonia-Akt eingebaut. Wegen dieses Musikstückes spielte der Akt in dieser Fassung nicht in München, sondern in Venedig.
In der Aufführung von Monte Carlo 1904 erklangen erstmals das Septett sowie die dämonische Diamantenarie „Scintille diamant“, deren Melodie auf der Ouvertüre zu Offenbachs Operette Die Reise auf den Mond (nach Jules Verne) beruht. Wegen ihrer Beliebtheit wird die Arie auch heutzutage meist in dieser Fassung gebracht, obwohl seit der Wiederentdeckung der Originalmanuskripte zwei Fassungen Offenbachs in Couplet-Form vorliegen; diese gängige Praxis ist hinsichtlich der musikalischen Dramaturgie problematisch, da das Thema der ursprünglichen Spiegelarie „Tourne, tourne, miroir“ als Leitthema im Rezitativ vor dem Finale des Giulietta-Akts erklingt, wenn Hoffmann sein Spiegelbild verliert.
Sowohl an der Opéra-Comique als auch am Wiener Ringtheater kam es während beziehungsweise vor einer Aufführung von Hoffmanns Erzählungen zu verheerenden Theaterbränden – siehe auch: Ringtheaterbrand. Gerüchte machten den Umlauf, dass es bei einem Werk, in dem in jeder Szene der Teufel sein dämonisches Handwerk betreibt, kein Wunder sei, wenn es zu solchen Unglücken käme. Deshalb wurde die Oper bis in die Mitte des 20. Jahrhunderts hinein nur selten gespielt. Dazu trug auch bei, dass das nationalsozialistische Regime Offenbachs Musik wegen dessen jüdischer Herkunft boykottierte.
Seit etwa 1960 ist Les contes d’Hoffmann jedoch eine der am meisten gespielten Opern des Repertoires, nicht zuletzt, weil das Stück durch den Werkstattcharakter mit dem offenen Schluss sehr modern erscheint und zu immer neuen Deutungen und szenischen Umsetzungen einlädt. In der Beliebtheitsskala der Opern und der Häufigkeit der Aufführungen liegt diese Oper zwischen Platz 20 und 25.
Allein im Jahr 2007 gab es im deutschsprachigen Raum Aufführungen an den Theatern in Annaberg/Buchholz, Komische Oper Berlin, Bremen, Flensburg, Hagen/Detmold, Hannover, Kassel, Regensburg, Stralsund (Festspiele), Wien (Staatsoper und Volksoper), Plauen/Zwickau in jeweils eigenen Inszenierungen zu sehen.
Besonderes Aufsehen erregte eine Inszenierung der Oper von Olivier Py, die 2008 im Grand Théâtre de Genève aufgeführt wurde. Wegen ihrer Freizügigkeit wurde die Inszenierung als Provokation empfunden. (Chor des Grand Théâtre de Genève und der Orpheus-Chor Sofia unter der Leitung von Chieng-Lien Wu und Krum Maximov; Orchestre de la Suisse Romande – Dirigent Patrick Davin. Hoffmann wird von Marc Laho gesungen, seine Muse ist Stella Doufexis.)

## Diskographie (Auswahl)

### Gunsbourg (1907)-Fassung
- 1947: Gesamtaufnahme in englischer Sprache [ London / Decca ]
The Sadler’s Wells Chorus & The Royal Philharmonic Orchestra, Dir.: Sir Thomas Beecham
Robert Rounseville (Hoffmann), Dorothy Bond (Olympia), Margherita Grandi (Giulietta), Ann Ayars (Antonia)
- 1948: Gesamtaufnahme in französischer Sprache [ Columbia / EMI ]
Chœurs & Orchestre du Théâtre National de l’Opéra-Comique, Dir.: André Cluytens
Raoul Jobin (Hoffmann), Renée Doria (Olympia), Vina Bovy (Giulietta), Géori Boué (Antonia)
- 1950: Gesamtaufnahme in deutscher Sprache [ Rundfunkaufnahme / Line Music ]
Kölner Rundfunkchor & Kölner Rundfunk-Sinfonie-Orchester, Dir.: Eugen Szenkar
Rudolf Schock (Hoffmann), Wilma Lipp (Olympia), Martha Mödl (Giulietta), Elfride Trötschel (Antonia)
- 1958: Gesamtaufnahme in deutscher Sprache [ Musical Masterpiece Society ]
Chor & Sinfonie-Orchester Radio Frankfurt, Dir.: Pierre-Michel LeConte
David Garen (Hoffmann), Mattiwilda Dobbs (Olympia), Lotte Laufer (Giulietta), Uta Graf (Antonia)
- 1958: Gesamtaufnahme in französischer Sprache [ Guilde International du Disque / Urania ]
Chœurs & Orchestre des Concerts de Paris, Dir.: Pierre-Michel LeConte
Léopold Simoneau (Hoffmann), Mattiwilda Dobbs (Olympia), Uta Graf (Giulietta), Mattiwilda Dobbs (Antonia)
- 1964: Querschnitt in deutscher Sprache [ Deutsche Grammophon ]
 RIAS-Kammerchor, Orchester Der Deutschen Oper Berlin, Dir.: Richard Kraus
Sándor Kónya (Hoffmann), Mattiwilda Dobbs (Olympia), Gladys Kuchta (Giulietta), Hedi Klug (Antonia)[12]
- 1965: Gesamtaufnahme in französischer Sprache [ His Masters Voice / EMI ]
Chœurs René Duclos & Orchestre de la Société des Concerts du Conservatoire, Dir.: André Cluytens
Nicolai Gedda (Hoffmann), Gianna d’Angelo (Olympia), Elisabeth Schwarzkopf (Giulietta), Victoria de los Ángeles (Antonia)
- 1972: Gesamtaufnahme in französischer Sprache [ London / Decca ]
Chœurs de la Radio de la Suisse Romande & Orchestre de la Suisse Romande, Dir.: Richard Bonynge
Plácido Domingo (Hoffmann), Joan Sutherland (Olympia, Giulietta, Antonia)
- 1972: Gesamtaufnahme in französischer Sprache [ ABC Records / Westminster ]
John Alldis Chorus & London Symphony Orchestra, Dir.: Julius Rudel
Stuart Burrows (Hoffmann), Beverly Sills (Olympia, Giulietta, Antonia)
- 1979: Gesamtaufnahme in deutscher Sprache [ EMI ]
Chor des Bayerischen Rundfunks & Münchner Rundfunkorchester, Dir.: Heinz Wallberg
Siegfried Jerusalem (Hoffmann), Jeanette Scovotti (Olympia), Norma Sharp (Giulietta), Julia Varady (Antonia)

### Oeser-Fassung
- 1988: Gesamtaufnahme in französischer Sprache [ EMI ]
Chœurs & Orchestre Symphonique de l’Opéra National du Théâtre Royal de La Monnaie, Bruxelles, Dir.: Sylvain Cambreling
Neil Shicoff (Hoffmann), Luciana Serra (Olympia), Rosalind Plowright (Antonia), Jessye Norman (Giulietta)
- 1989: Gesamtaufnahme in französischer Sprache [ Deutsche Gramophon ]
Chœurs de Radio France & Orchestre National de France, Dir.: Seiji Ozawa, Plácido Domingo (Hoffmann), Edita Gruberova (Olympia / Antonia / Giulietta), Claudia Eder (Nicklause / La Muse)

### Kaye-Fassung
- 1989: Gesamtaufnahme in französischer Sprache [ Philips ]
Rundfunkchor Leipzig & Staatskapelle Dresden, Dir.: Jeffrey Tate
Francisco Araiza (Hoffmann), Eva Lind (Olympia), Jessye Norman (Antonia), Cheryl Studer (Giulietta)
- 1996: Gesamtaufnahme in französischer Sprache [ Erato ]
Chœur & Orchestre de l’Opéra National de Lyon, Dir.: Kent Nagano
Roberto Alagna (Hoffmann), Natalie Dessay (Olympia), Leontina Văduva (Antonia), Sumi Jo (Giulietta)

## Verfilmungen
- Hoffmanns Erzählungen, 1916, Lothar Stark-Film (Regie: Richard Oswald; mit Erich Kaiser-Titz und Werner Krauß)
- Hoffmanns Erzählungen, 6. April 1923 (Premiere im Wiener Schwarzenbergkino), Vita-Film (Regie: Max Neufeld; mit Friedrich Fehér)
- Hoffmanns Erzählungen, 1951, London Film (Regie: Michael Powell und Emeric Pressburger, Musikalische Leitung: Thomas Beecham)
- Hoffmanns Erzählungen, 1970, DEFA, DFF (Regie: Walter Felsenstein und Georg F. Mielke; mit Hanns Nocker als Hoffmann, Melitta Muszely als Olympia, Antonia, Giulietta und Stella, Rudolf Asmus, Vladimír Bauer, Werner Enders). Video auf YouTube